# Karate (singolo)
Karate è un singolo del gruppo musicale giapponese Babymetal, pubblicato nel 2016 ed estratto dall' album Metal Resistance.

## Tracce
- Download digitale

1. Karate – 4:23